# Gundlahalli, Gauribidanur
Gundlahalli là một làng thuộc tehsil Gauribidanur, huyện Kolar, bang Karnataka, Ấn Độ.